# Forza Horizon 4
Forza Horizon 4 — відеогра жанру комп'ютерних перегонів з відкритим світом, розроблена компанією Playground Games у співпраці з Turn 10 Studios під видавництвом Microsoft Studios для гральної консолі Xbox One та Microsoft Windows. Є четвертою основною частиною в серії Forza Horizon і одинадцятою в серії відеоігор Forza. Гра була офіційно анонсована Microsoft на конференції E3 2018, разом з дебютним трейлером гри 10 червня 2018 року. Реліз гри відбувся 2 жовтня 2018 року.

## Ігровий процес
Дії гри розгортаються у Великій Британії, ігровий процес сконцентрований на взаємодії між гравцями в багатокористувацькому режимі. Однією з головних особливостей Forza Horizon 4 є динамічна зміна сезонів, яка також зображає зміну часу доби й погодних умов, які безпосередньо будуть впливати на геймплей — водити автомобіль можна буде взимку, влітку, восени та навесні, причому на ігровий процес також вплине зчеплення з дорогою, видимість за кермом, а також тип змагань такі як бездоріжжя, кільцеві перегони й дрифт. Гравцям дана можливість зібрати понад 750 автомобілів і кастомізувати їх на свій смак, так само як і водіїв.
Forza Horizon 4 підтримує роздільну здатність 4K з частотою 60 кадрів в секунду з підтримкою HDR для власників Xbox One X і Windows 10, своєю чергою для власників Xbox One гра підтримує дозвіл 1080p з частотою 30 кадрів в секунду. У грі є три видання: стандартне, Deluxe Edition і Ultimate Edition. Власники видання Ultimate Edition отримали ранній доступ до гри 28 вересня 2018 року, разом з доступом до ексклюзивних автомобілів.

## Відгуки та нагороди
| Список нагород і номінацій | Список нагород і номінацій | Список нагород і номінацій | Список нагород і номінацій |
| Рік                        | Нагорода                   | Категорія                  | Результат                  |
| -------------------------- | -------------------------- | -------------------------- | -------------------------- |
| 2018                       | Gamescom Awards 2018       | Краща гоночна гра          | Перемога                   |
| 2018                       | Gamescom Awards 2018       | Краща гра для Xbox One     | Номінація                  |